# Discocalyx mezii
Discocalyx mezii là một loài thực vật có hoa trong họ Anh thảo. Loài này được Hosok. mô tả khoa học đầu tiên năm 1937.